# Kamettia caryophyllata
Kamettia caryophyllata är en oleanderväxtart som först beskrevs av William Roxburgh, och fick sitt nu gällande namn av D.H. Nicolson och C.R. Suresh. Kamettia caryophyllata ingår i släktet Kamettia och familjen oleanderväxter. Inga underarter finns listade i Catalogue of Life.